# Mario Schröder
Mario Schröder (* 1965 in Finsterwalde) ist ein deutscher Tänzer, Choreograf und Ballettdirektor.

## Leben
Mario Schröder erhielt seine achtjährige Ballett- und Tanzausbildung an der Hochschule für Ballett und Tanz Palucca Schule Dresden bei Gret Palucca, Hans-Joachim Metz und Patricio Bunster. Von 1983 bis 1999 war er Erster Solist beim Leipziger Ballett der Oper Leipzig – ab 1991 unter der Leitung von Uwe Scholz. Zusätzlich absolvierte er eine Hochschulausbildung im Bereich Choreografie und Regie an der Hochschule für Schauspielkunst „Ernst Busch“ Berlin.
1999 wurde er als Ballettdirektor und Chefchoreograf an das Mainfranken Theater Würzburg berufen, bevor er mit der Spielzeit 2001/02 in gleicher Funktion ans Theater Kiel wechselte. Von 2010 bis Dezember 2024 war er Ballettdirektor und Chefchoreograf des Leipziger Balletts an der Oper Leipzig.
Mario Schröder war Präsidiumsmitglied der Bundesdeutschen Ballett- und Tanztheater-Direktoren Konferenz (BBTK) und ist Mitglied der Sächsische Akademie der Künste (SAK).

## Werk
Mario Schröder schuf bisher über 120 Choreografien und wurde für seine choreografische Arbeit mehrfach ausgezeichnet. Als Tänzer und Choreograf arbeitete er u. a. in Japan, USA, Russland, Mongolei, Frankreich und weiteren europäischen Ländern. In Deutschland wurden seine Arbeiten u. a. an der Deutschen Oper Berlin und der Komischen Oper Berlin, Staatsoper Unter den Linden, dem Theater Dortmund, dem Aalto Ballett Theater Essen und der Oper Leipzig gezeigt. Choreografisch arbeitete er u. a. mit Ruth Berghaus, Maxim Dessau, Nikolaus Lehnhoff und Uwe Scholz.
Für das Ballett Kiel schuf er zwischen 2002 und 2010 zahlreiche Uraufführungen, wie Requie_M (zu Musik von Wolfgang Amadeus Mozart), Guten Morgen – du Schöne du mein Leben (mit der französischen Avantgarde-Band Von Magnet, inspiriert nach den Protokollen von Maxie Wander), Versunken in BLUE (Uwe Scholz gewidmet), Das Schloss nach Franz Kafkas Romanvorlage, The Wall (Musik: Pink Floyd), Jim Morrison – König der Eidechsen, Chaplin, Schließe Deine Li(e)der (Musik: Lieder eines fahrenden Gesellen, Das Lied von der Erde von Gustav Mahler und Wesendonklieder von Richard Wagner in Koproduktion mit Silvana Schröder), Fight! nach Chuck Palahniuks Kultroman Fight Club und Die Mörderballaden nach Nick Cave, des Weiteren Ich² in Koproduktion mit der Muthesius Kunsthochschule Kiel oder die Dada-Republik (Musik: Stephan Max Wirth, nach dem dadaistischen Drehbuch Der Pleitejazz).
Ballettabende und Choreografien für die 40-köpfige Company des Leipziger Balletts seit der Spielzeit 2010/11 waren unter Anderen: ein Ballettabend über das Leben von Charles Chaplin „Chaplin“, oder das große Chorwerk Carmina Burana / A Dharma at Big Sur (Musik: Carl Orff und John Adams), Herzbrennen (Musik: Sergej Rachmaninow, Béla Bartók, Carl Orff), Eine Weihnachtsgeschichte (nach dem Roman von Charles Dickens), Ein Liebestraum (Musik: Corrente II für Orchester von Magnus Lindberg, Lieder eines fahrenden Gesellen von Gustav Mahler), Wesendoncklieder, Vorspiel und Liebestod aus Tristan und Isolde von Richard Wagner (in Koproduktion mit Silvana Schröder), Jim Morrison (Musik von The Doors), Mörderballaden (Musik: Nick Cave), Das Nibelungenlied (Musik: Thomas Leboeg, Elektronik bei der Hamburger Band Kante und Andi Haberl, Percussion bei der Weilheimer Band The Notwist), Pax 2013 (zweiteiliger Ballettabend mit der Uraufführung 'Blühende Landschaft' mit Musik von Udo Zimmermann und Johann Sebastian Bach, und der vom Tanzfonds Erbe der Kulturstiftung des Bundes geförderte Rekonstruktion von Uwe Scholz’ Ballett Pax questuosa von 1992).
Zu Schröders weiteren Choreografien gehören: Mozart Requiem (Musik: Requiem in d-Moll KV 626 und Texten von Pier Paolo Pasolini aus dem Buch 'Nachtigall der katholischen Kirche'), Rachmaninow (Musik: Sergei Rachmaninow, Klavierkonzert Nr. 2), Othello (Musik von Henry Purcell, Arvo Pärt und Dmitri Schostakowitsch u. a.), West Side Story (Musik: Leonard Bernstein), Die Märchen der Gebrüder Grimm und Lobgesang (Musik: Lobgesang op.52 / Figure humaine, Kantate für Doppelchor a cappella FPI20; Felix Mendelssohn Bartholdy/Francis Poulenc). Ebenfalls schuf Schröder eine Version des Balletts Schwanensee. In Leipzig entwickelte er ebenfalls Choreografien zu Johann Sebastian Bachs „Johannes-Passion“ und „Magnificat“. Für die Ballettproduktion Magnificat kombinierte Schröder die Musik Bachs mit Giovanni Battista Pergolesis „Stabat Mater“ und traditioneller indischer Musik der Gruppe Indigo Masala.
Unter der Leitung von Mario Schröder trat das Leipziger Ballett außerhalb der Oper international bei Gastspielen sehr erfolgreich auf und sorgte im Rahmen seiner Projektreihe „Tanz in den Häusern der Stadt“ für eine sehr große Aufmerksamkeit. Bislang tanzte das Leipziger Ballett unter Schröders künstlerischer Handschrift im Rahmen dieser Veranstaltungsreihe an mehr als 24 verschiedenen Orten der Stadt Leipzig in ganz eigens dafür geschaffenen abendfüllenden Kreationen.
Im Oktober 2012 sowie zum Jubiläumsjahr 2019 schuf Mario Schröder eine Choreografie für das Lichtfest auf dem Leipziger Augustusplatz, eine Veranstaltung, die jährlich mit bis zu 10.000 Besuchern an die Montagsdemonstrationen der friedlichen Revolution im Herbst 1989 erinnert.

## Preise
- 1984: Förderpreis für Choreografie beim Ballettwettbewerb in Dessau
- 1986: Förderpreis für Choreografie beim Ballettwettbewerb in Dessau
- 1988: Förderpreis für Choreografie beim Ballettwettbewerb in Dessau (mit Silvana Schröder)
- 1993: Erster Preis für Choreografie beim Internationalen Choreografenwettbewerb in Hannover
- 1995: Förderpreis der Stadt Leipzig (mit Silvana Schröder)
- 2002: Erster Preisträger des Rotary-Kulturpreises Würzburg
- Dreimal benannt als bester Nachwuchschoreograf bei der Kritiker-Umfrage der Zeitschrift Ballett International
- 2010: Kieler Prunksiegel
- Mehrmalige Erwähnung beste Kreation bei Kritiker-Umfrage der Zeitschrift Tanz